# Alexander Keyserling

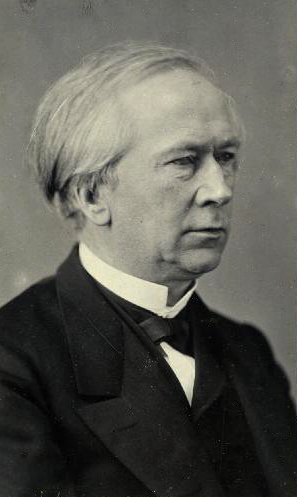
Alexander Keyserling

Alexander Graf Keyserling (Kabile (Kabillen), tegenwoordig in Letland - 15 augustus 1815 -  Raikküla (Rayküll), tegenwoordig in Estland, 8 mei 1891) was een Baltisch-Duitse geoloog en paleontoloog. Hij was de grootvader van de filosoof Hermann Graf Keyserlingk (1880-1946).
Door zijn in opdracht van keizer Nicolaas I gemaakte expeditie door Rusland met geologische, paleontologische, botanische, zoölogische en cartografische studies wordt hij als medegrondlegger van de Russische geologie gezien.